# Burkvíz (hrad)
Burkvíz (též Luginsland) je zřícenina hradu na kopci Oldřichov mezi osadou Burkvíz a obcí Vraclávek. Pozůstatky hradu jsou chráněny jako kulturní památka.

## Historie
Jelikož se o hradu nedochovaly žádné písemné zmínky, nemůžeme říci, kdy přesně vznikl. Archeologický výzkum datoval jeho existenci od druhé poloviny 13. století až do poloviny 14. století. Vznikl tedy v době kolonizace Slezska a patrně tvořil centrum zdejšího kraje. Nedá ovšem vyloučit, že hrad nevznikl už dříve. Roku 1050, za vlády knížete Břetislava I., je totiž zmiňován hrad Lugswalde (později hrad Albrechtice), který měl střežit severní moravské hranice. Hrad zanikl v roce 1474, kdy k němu přitáhl se svým vojskem Matyáš Korvín. Burkvíz byl v té době totiž majetkem Jiřího Stoše z Kounic, majitele albrechtického panství a přívržence Jiřího z Poděbrad. Po dvou dnech obléhání byl hrad dobyt. K jeho obnově poté už nedošlo.

## Popis
Do současnosti se toho z hradu příliš nedochovalo. Okrouhlé jádro bylo obehnáno valem a příkopem. Ve vlastním jádře jsou patrné prohlubně v místech, kde stávaly budovy. Na severozápadě stávala čtverhranná věž s rozměry přibližně 13,5 × 12,5 m. Dolní část věže byla nejspíše vyzděna kamenem, horní část pak byla dřevěná. Pod věží se nacházela studna, jejíž zbytky jsou dnes jen těžko rozeznatelné.